# Jack Dorsey
Jack Patrick Dorsey (Saint Louis, Missouri, 19 de novembre de 1976) és un emprenedor i filantrop estatunidenc. És el cofundador i director general de Twitter, així com el fundador i director general de la empresa de pagaments mòbils Square, Inc.

## Biografia
Ja des de ben jove, el 1990, mostrava interès en temes com l'expedició del routing. Va crear alguns programaris de codi lliure dins l'àmbit de la logística d'enviament, els quals encara són utilitzats avui dia per companyies com ara les de Taxi. Va estudiar l'escola de secundària Bishop Doubourg High School. Anys més tard, va anar a la Missouri university of Science and Technology, fins que finalment va acabar els estudis a New York University.
Va treballar com a programador a una companyia de despatxos anomenada DMS, encarregant-se d'enviar correus, taxis i serveis d'emergència en el web; va ser així com va néixer la idea de Twitter. Els taxistes i els conductors d'ambulàncies s'enviaven missatges curts per tal d'informar-se respectivament del que feien en cada moment; Dorsey volia crear quelcom similar però enfocat al seu grup d'amics.
Després d'Odeo, es trasllada a Oakland, California, on decideix empendre la seva empresa oferint els mateixos serveis del seu antic treball; la seva idea, però, va fracassar. Va decidir treballar amb Evan Williams en un projecte de podcasting: Odeo, de la companyia Obvious. Quan Dorsey va ingressar a aquesta companyia, justament aquesta començava a interessar-se per la tecnologia SMS i la missatgeria instantània, fet que va permetre a Dorsey dur a terme la idea que portava desenvolupant durant diversos anys: Twitter.
Segons declaracions del mateix Jack Dorsey: “adoro la tecnologia dels SMS perquè és molt estesa i senzilla”, assegurant que aquesta tecnologia fou la seva major font d'inspiració en la creació de Twitter. A més, la idea d'escriure només 140 caràcters consisteix a crear un espai restrictiu, ja que aquest “fa menys por que escriure en un bloc i et permet ser més directe”.

### Twitter

#### L'era Twitter
El 2006 Evan Williams – inversor en el prototip de Twitter – Jack Dorsey i Biz Stone van esdevenir co-fundadors en el que encara era un projecte d'investigació i desenvolupament dins d'Obvious LLC, un petit 'start-up' de San Francisco (el que seria el precursor de Twitter, Inc).
El nom original del producte va ser twtrr (inspirat per l'aplicació Flickr). En els seus inicis era utilitzat de manera interna per la companyia creadora, fins al moment del llançament oficial al públic a l'octubre del 2006. Va guanyar el premi South by Southwest Web Award en la categoria de bloc.
Durant els seus inicis, va utilitzar serveis publicitaris com AdSense o Google, però l'empresa va decidir descartar aquests ingressos per a publicitat fins que no augmentés el nombre d'usuaris; mentre, va decidir finançar-se amb inversions d'empreses amb capital de risc.
A principis del 2008 l'equip de Twitter estava compost per 18 persones, però al llarg del 2009 va anar multiplicant la seva plantilla per quatre. Actualment encara ha augmentat més el nombre de treballadors. El setembre del 2009, Twitter va anunciar un canvi en les condicions del servei: d'aquesta manera deixava oberta la possibilitat d'incloure publicitat en els seus serveis.
El 4 de novembre del 2009 va aparèixer la primera versió de Twitter en espanyol. El 8 d'octubre del mateix any, microblogging va publicar una aplicació per tal de traduir-lo al castellà, francès, italià i alemany. La versió espanyola, però, va ser la primera a aconseguir-se.

#### Empresa i accionistes
Jack Dorsey, Evan Williams i Biz Stone van cofundar l'empresa el juliol del 2006. Actualment han superat la xifra de 35 milions de dòlars guanyats entre els tres inversors, procedents majoritàriament d'empreses amb capital de risc. La nova injecció de capital es suma als 5 milions de dòlars que va aconseguir el 2006, així com els 15 milions al juliol del 2007 amb els quals feia arribar fins als 55 milions de dòlars el fons rebuts des de la fundació de la companyia.

#### Twitter en l'actualitat
Twitter s'ha convertit en una eina de comunicació a nivell mundial; és un servei ràpid, directe i en temps real. Ja tingut un paper important per tal de difondre informació i en la comunicació d'esdeveniments mundialment coneguts (com ara el Terratrèmol a Xile, el d'Haití, les Eleccions d'Irán, etc.).
Actualment és una companyia valorada en mil 440 milions de dòlars.
Jack Dorsey assegura que no es tracta d'una xarxa social: “Twitter no és una xarxa social, és més com un servei; pot ser una xarxa comunicacional que s'allotja a xarxes socials. Personalment, ho veig com una nova forma de comunicació, una evolució del telèfon, el telègraf, la carta, etc. És un comportament humà que justament ara estem començant a entendre”.
L'agost del 2010, Twitter va obtenir un trànsit de 96 milions d'usuaris únics, superant als 95 milions de la xarxa social MySpace, convertint-se així en la tercera xarxa social més important d'Internet segons dades de ComScore Inc. Twitter va incrementar en un 76% el trànsit que va obtenir un any enrere, mentre que MySpace va decaure un 17%.